# Anaea moeris
Anaea moeris är en fjärilsart som beskrevs av Felder 1866. Anaea moeris ingår i släktet Anaea och familjen praktfjärilar. Inga underarter finns listade i Catalogue of Life.